# フランス気象局
フランス気象局（フランス語：Météo-France）はフランスの国家気象機関である。
フランス気象局は1993年6月の大統領命令により運輸省の一部門として設立された。本部はパリにあるが、国内業務の多くはトゥールーズに移されている。予算は約3億ユーロで、国費、航空事業者からの収入、および商用サービスの収益で賄われている。
フランス気象局は世界気象機関においてフランス代表を務める組織である。フランス気象局は、気象衛星メテオサットの調達に責任を負う欧州気象衛星開発機構の中心的メンバーを務めるなど、国際的に強い存在感を示している。
フランスの大都市における業務を行う傍ら、フランス気象局はフランスの海外県および海外準県に対する予報・警報も行っている。また、マルティニーク（更にグアドループおよびフランス領ギアナに事務所を置く）、ニューカレドニア、フランス領ポリネシア、レユニオンの4箇所に支部を置く。これらの支部の内のいくつかは、国際的に重要な役割を担っている：
- カイエンヌ-Rochambeau空港にあるフランス領ギアナの事務所では、クールーにある欧州宇宙機関/フランス国立宇宙研究センターのギアナ宇宙センターのロケット発射場にてアリアン・ロケットの打上げ任務を支援するための施設を維持管理している。
- レユニオン支部は、南西インド洋における熱帯低気圧の予報・警報を行うための地域特別気象センター(RSMC)として、世界気象機関から公式に指定されている。
- フランス領ポリネシア支部は、南太平洋の熱帯低気圧に関する正式なRSMCではないけれども、隣接するイギリスのピトケアン諸島に対する熱帯低気圧の予報・警報の発表を世界気象機関から委任されている。

## 綴りについて
元々の組織の名称は「Météo-France」のようにアキュート・アクセント記号を伴い、通常のフランス語における大文字の用法を使っていたが、現在ではフランス気象局が発行する全ての出版物、および全ての製品・サービスのトレードマークにおいて、大文字だけで表記され、アクセント記号のない名称「METEO-FRANCE」が用いられている。
トレードマークをこのように決めた理由は、その名称が電子的な文書の中で伝送エラーによって文字化けする事のないようにするためと、フランス気象局自身が使用する場合（例えば著作権表示や文献の参照など）も含めて、多くの言語において国際的に呼び易くするためである。
大文字のみの名称、および通常の大文字用法でアクセント記号を伴う名称も、国際的に商標法規により保護され、また組織名としても保護されている。いくつかの情報パンフレットなどでは、時として名称の中のハイフンを忘れている事がある（通常、ハイフンは必要とされる）。